# Menhir de la Roche Longue
Pour les articles homonymes, voir Pierre Longue.
Le  menhir de la Roche Longue est situé sur la commune de Quintin dans le département français des Côtes-d'Armor.

## Protection
Le monument fait l’objet d’un classement au titre des monuments historiques en 1862. Prosper Mérimée visita le site en 1836.

## Description
Le menhir mesure 7 m de hauteur pour 2,10 m de largeur et 1,20 m maximum d'épaisseur. La pierre est en granite traversée par un filon de quartzite.